# Thalassoalaimus tardus
Thalassoalaimus tardus is een rondwormensoort uit de familie van de Oxystominidae. De wetenschappelijke naam van de soort is voor het eerst geldig gepubliceerd in 1893 door de Man.